# William Cavendish-Bentinck
William Cavendish-Bentinck, 3. vévoda z Portlandu (14. duben 1738 – 30. říjen 1809) byl britský státník, člen strany Whigů a později Toryů, rektor Oxfordské univerzity a britský premiér. Byl držitelem britských šlechtických titulů všech úrovní – vévoda, markýz, hrabě, vikomt, i baron.

## Životopis
William Cavendish byl nejstarším synem Williama Bentnicka, 2. vévody z Portlandu a Margaret Cavendish-Harleyové a zdědil velká panství po své matce a babičce z matčiny strany. Studoval na Westminsterské škole a později na Christ Church v Oxfordu. Roku 1761 se stal poslancem Dolní sněmovny za obvod Weobley ale následující rok zdědil titul po svém otci a stal se členem Sněmovny lordů.
Připojil se k Whigům vedeným Charles Watson-Wentworthem, v jeho první vládě (1765–1766) zastával funkci správce královské domácnosti a v jeho druhé vládě (duben–srpen 1782) zastával pozici správce Irska. Po Watsonově smrti, spolu s dalšími spojenci Charlese Jamese Foxe, odstoupil.
V roce 1766 se oženil s Dorothy Cavendishovou, dcerou Williama Cavendishe, se kterou měl šest dětí.
V dubnu 1783 se stal formálně premiérem koaliční vlády, jejímiž hlavními představiteli byl Charles James Fox a Frederick North. V ní také zastával funkci ministra financí. Tato vláda byla odvolána v prosinci téhož roku.
Roku 1789 se Cavendish stal jedním z viceprezidentů londýnské dobročinné společnosti Foundling Hospital. Jeho otec byl jedním ze zakladatelů této organizace, určených Jiřím II. Posláním této společnosti byla starost o opuštěné děti. Roku 1793 byl Cavendish jmenován, po Fredericku Northovi, jejím prezidentem.
Podobně jako jiní konzervativní Whigové byl i Portland znepokojen francouzskou revolucí, rozešel se v názorech na ni s Foxem a roku 1794 se stal členem Pittovy vlády jako ministr vnitra až do Pittovy smrti roku 1806.
Poté, co se Pittovi spojenci znovu dostali k moci v březnu 1807 stal se Cavendish akceptovatelným premiérem pro skupinu vlivných politiků. Jeho druhé funkční období bylo poznamenáno celkovou izolací Británie od kontinentu. Na konci roku 1809 se jeho zdravotní stav zhoršil a po skandálu jeho ministrů Canninga a Castlereagha Cavendish odstoupil a krátce nato zemřel.